# Wiśnia w piwie

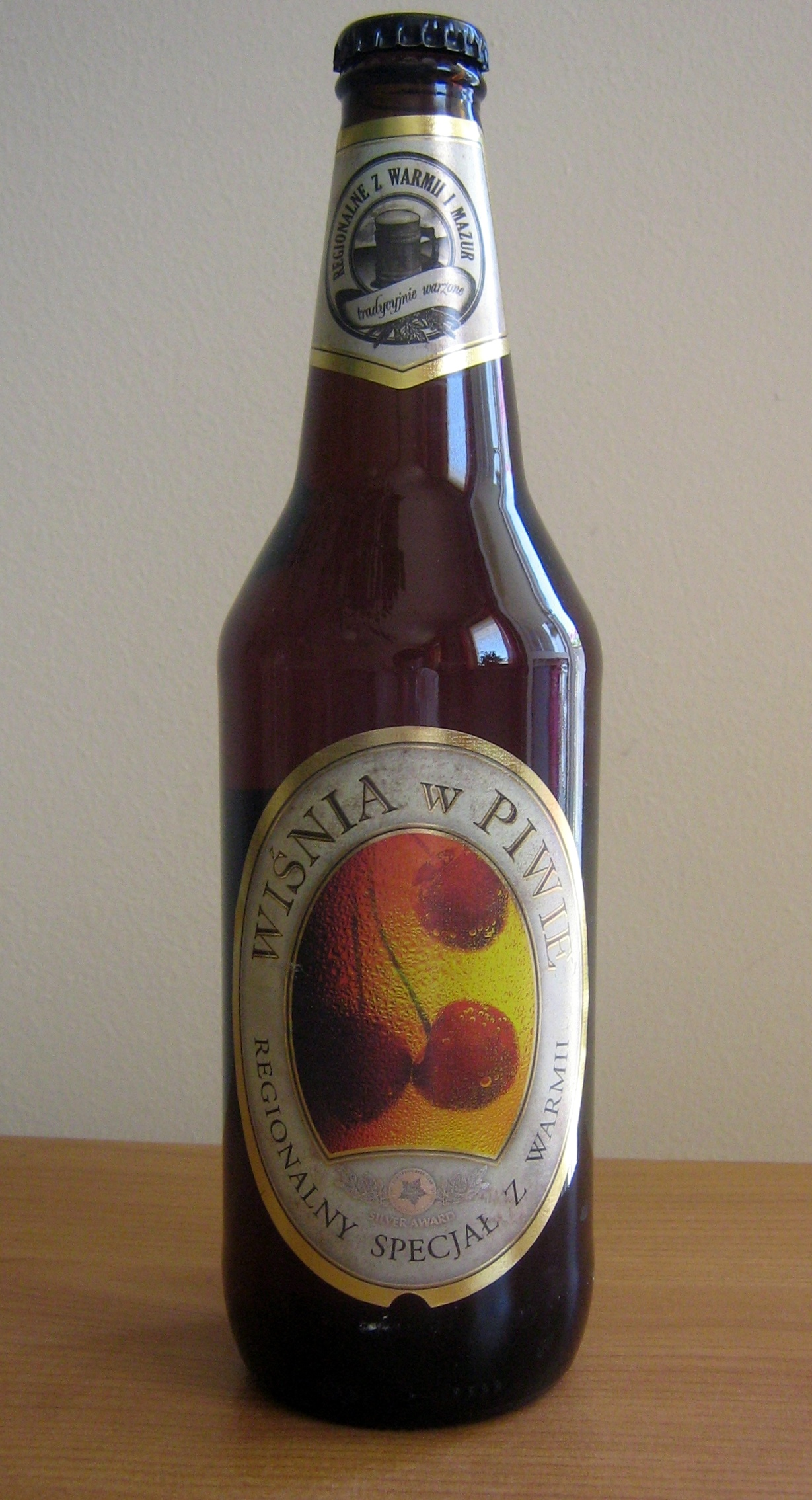
Wiśnia w piwie

Wiśnia w piwie – piwo smakowe warzone przez Browar Kormoran. Zawiera 5,2% alkoholu i warzone jest z dodatkiem soku wiśniowego. Na konkursie European Beer Star w 2004 r. otrzymało srebrny medal w kategorii piw owocowych. Rok później Wiśnia w piwie zajęła I miejsce w Konsumenckim Konkursie Piw Chmielaki Krasnostawskie w kategorii piw smakowych. Do 2009 r. piwo występowało pod nazwą Cherry Beer i posiadało 5,5% alkoholu.